# Německé historické muzeum
Německé historické muzeum (německy: Deutsches Historisches Museum) je muzeum v německém hlavním městě Berlíně věnované dějinám Německa. Muzeum se nachází v budově Zeughaus (Zbrojnice) z roku 1695, jež je nejstarší budovou na ulici Unter den Linden, a také v přilehlé výstavní síni navržené nositelem Pritzkerovy ceny I. M. Peiem. Je muzeem státním, jeho nejvyšším orgánem je kuratorium, v němž sedí zástupci spolkové vlády, německého Bundestagu a vlád spolkových zemí.
Muzeum bylo založeno 28. října 1987 u příležitosti 750. výročí založení města Berlína. Původně sídlilo v budově Reichstagu v bývalém Západním Berlíně. Tam měla pro něj být postavena zcela nová budova, architektonickou soutěž vyhrál v roce 1988 italský architekt Aldo Rossi. Pád berlínské zdi a znovusjednocení Německa však vedly ke změně plánů. V den znovusjednocení 3. října 1990 německá vláda přestěhovala muzeum do jeho současného sídla, kde předtím sídlilo východoněmecké Museum für Deutsche Geschichte, které však ještě poslední vláda NDR zrušila a jeho exponáty převedla do vlastnictví Deutsches Historisches Museum. První výstava byla v Zeughausu otevřena v září 1991. V letech 1998 až 2003 proběhla rozsáhlá rekonstrukce a souběžně probíhala dostavba nových prostor podle Peiových návrhů. Nové prostory, otevřené spolu s celým muzeem roku 2003, mají 2700 metrů čtverečních. Součástí muzea je i vědecká knihovna německých a obecných dějin, jež obsahuje více než 225 000 svazků, z toho 13 000 vzácných knih, 40 000 svazků časopisů a novin, 5000 svazků militárií a 15 000 muzejních katalogů. Nachází se za Zeughausem ve správní budově muzea, která v letech 1899 až 1945 patřila pruské záložně Prussische Central-Genossenschaftskasse a později státnímu podniku Minol. V Zeughausu je i kinosál pro 164 diváků, jehož interiér je památkově chráněn, jako příklad architektury počátku 60. let. Mezinárodní filmový festival v Berlíně ho používá pro promítání v rámci programu „Retrospektiva a pocta“. Ve spolupráci s Haus der Geschichte der Bundesrepublik Deutschland v Bonnu provozuje muzeum rozsáhlou internetovou službu s názvem LeMO (Lebendiges virtuelles Museum Online neboli Živé virtuální muzeum online) s informacemi o německé historii od roku 1871 do současnosti. Součástí je více než 30 000 webových stránek a 165 000 obrázků.